# Carl Voss-Schrader
Carl Emil Fredrik Voss-Schrader, född 9 oktober 1880 i Helsingfors, död 7 februari 1955 i Stockholm, var en finländsk jurist och militär. Han var arbets- och inrikesminister i regeringen Kaarlo Castrén 1919 och var verkställande direktör för Fazer i Finland 1920–1939.

## Biografi
Voss-Schrader var son till mejerikonsulenten Albert Voss-Schrader och Maria Brodersen. Faderns släkt kom från Tyskland och moderns från Danmark. Voss-Schrader studerade vid Helsingfors Svenska normallyceum och avlade studier vid Fredrikshamns kadettskola. Han tjänstgjorde som officer vid livgardets Volynia-regemente i Polen fram tills han tog avsked från ryska armén 1906. Han arbetade därefter som tolk vid Helsingforspolisen, bedrev juridikstudier och blev vice häradshövding 1912. 1910–1914 arbetade han som tolk vid Äyräpää domsaga, men återkallades till armén vid första världskrigets utbrott. Efter februarirevolutionen 1917 återkom Voss-Schrader till Finland och utnämndes på sommaren till Helsingfors polismästare. Inom kort uppstod dock konflikter mellan Voss-Schrader och arbetarorganisationen. Helsingfors milis gick därför i strejk i slutet av juni och krav höjdes på Voss-Schraders avgång. När senatens ordförande Oskari Tokoi försökte medla kvarstod kravet på Voss-Schraders avgång, varför denne lämnade sin post och utnämndes till sekreterare i Åbo och Björneborgs län.
När finska inbördeskriget bröt ut i januari 1918 stannade Voss-Schrader kvar i det röda Helsingfors, där han i hemlighet blev vita gardets ledare. I april anslöt sig vita gardet till tyska Östersjödivisionen som avancerade mot huvudstaden. Voss-Schrader befordrades till överste i finska armén och blev avdelningschef vid krigsministeriet. Han var således finska krigsministeriets förste kanslichef. I april 1919 blev han arbets- och inrikesminister i Kaarlo Castréns regering. Både Voss-Schrader och försvarsminister Rudolf Walden var opolitiska, men hade nära förbindelser till riksföreståndare Gustaf Mannerheim. Voss-Schrader avgick tillsammans med regeringen i augusti 1919. 1920 lämnade han krigsministeriet och blev advokat i Helsingfors. Samma år blev han verkställande direktör för Fazer, en post han kom att inneha i nästan 20 år. Han var också representant i högsta domstolen 1924–1928. Han gick i pension 1939 och flyttade till Sverige.
Under vinterkriget återkom han till Finland och tjänstgjorde som trupptransportchef i Torneå och var under fortsättningskriget anställd vid försörjningsministeriet. När freden kom återvände han till Sverige, där han arbetade som lantbrukare och trädgårdsmästare. Voss-Schrader var också en av grundarna till Finlands jägarförbund och var dess förste sekreterare fram till 1930.